# Dilhorne
Dilhorne – wieś w Anglii, w hrabstwie Staffordshire, w dystrykcie Staffordshire Moorlands. Leży 21 km na północ od miasta Stafford i 210 km na północny zachód od Londynu. Miejscowość liczy 458 mieszkańców.